# Leucotmemis endochrysa
Leucotmemis endochrysa là một loài bướm đêm thuộc phân họ Arctiinae, họ Erebidae.